# Yoshihiro Murai
Yoshihiro Murai (村井 嘉浩, Murai Yoshihiro), né le 20 août 1960 à Toyonaka dans la préfecture d'Osaka, est un homme politique japonais. Il étudie dans l'académie de défense nationale du Japon avant de servir dans les forces japonaises d'autodéfense. Il est élu gouverneur de la préfecture de Miyagi en 2005 sous l'étiquette du Parti libéral-démocrate, et à ce titre doit gérer les conséquences du séisme de 2011 de la côte Pacifique du Tōhoku.
En 2025, il est président de l'association nationale des gouverneurs de préfecture.